# Pankrácká sekyrárna

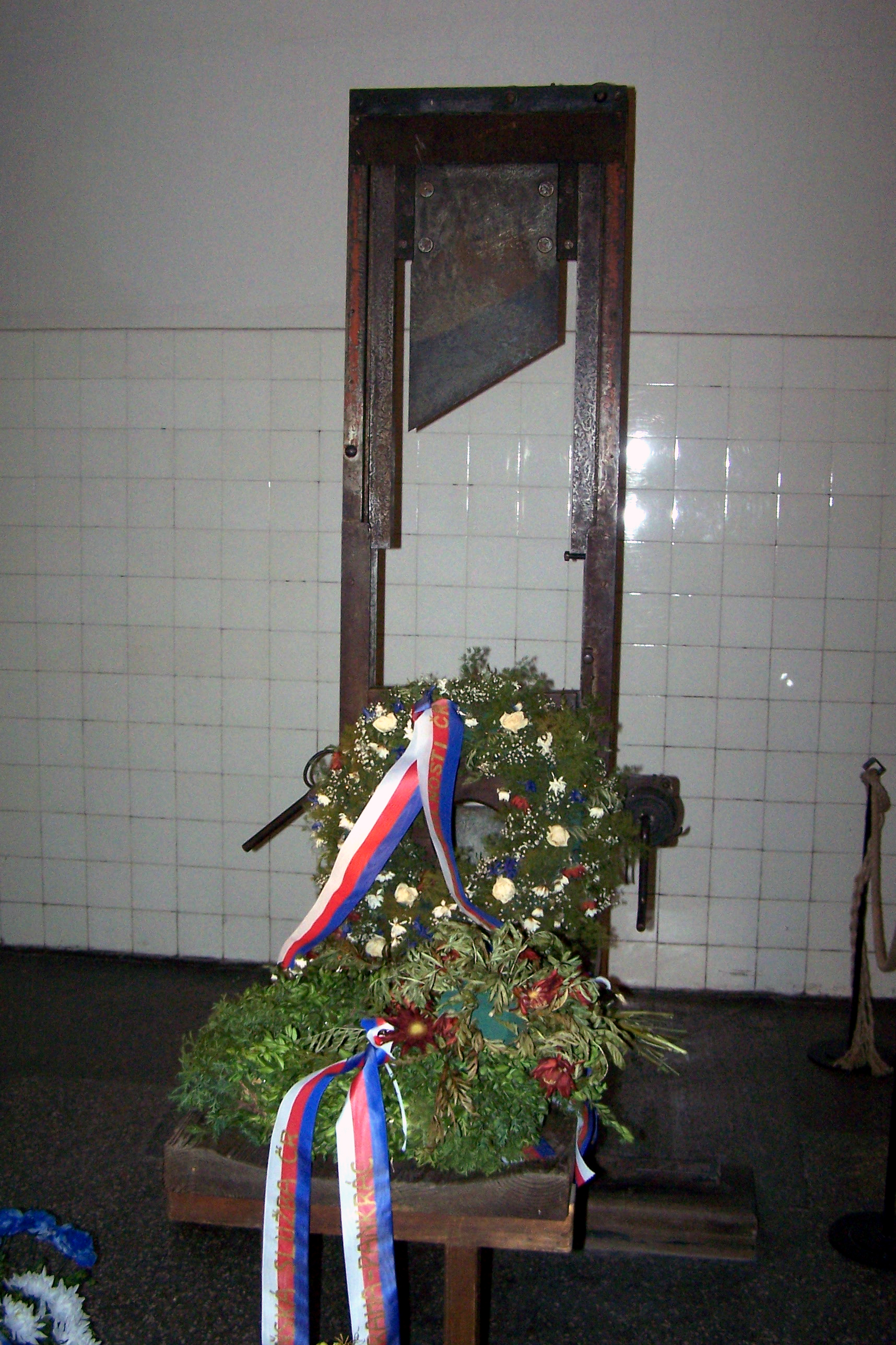
Gilotina v popravčí místnosti sekyrárny

Pankrácká sekyrárna jsou tři cely Pankrácké věznice, ve kterých byly za nacistické okupace v období druhé světové války za Protektorátu Čechy a Morava gilotinou popravovány osoby obviněné z tzv. protiříšské činnosti. Mezi 5. dubnem 1943 a 26. dubnem 1945 bylo na Pankráci gilotinou popraveno 1075 osob (z toho 920 mužů a 155 žen) a neznámý počet osob (především židovského původu) byl popraven oběšením na ocelové traverze s osmi háky, zavěšené na stropu vedle gilotiny. Popravy gilotinou prováděl kat Alois Weiss s pomocníky (jeden Němec a tři Češi, z nichž nejkrutější byl Antonín Nerad, který odsouzence před popravou s oblibou ponižoval a bil). Na konci války se Němci neúspěšně pokusili popraviště a důkazy zničit, gilotinu rozebrali na kusy a hodili ji do Vltavy (odkud byla po válce vyzdvižena zpět). Pankrácká sekyrárna je tak dnes součástí Památníku Pankrác spravovaného Kabinetem dokumentace a historie Vězeňské služby České republiky.

## Historie popraviště

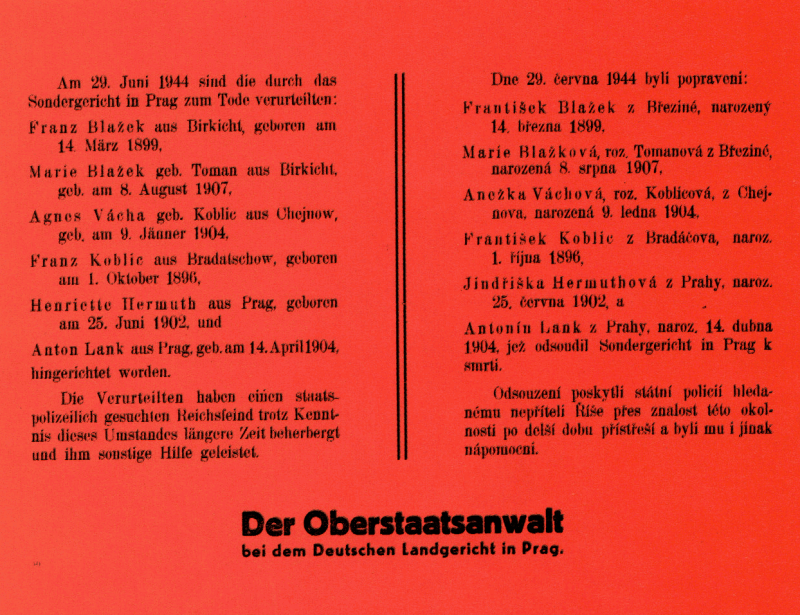
O popravách odsouzených informovaly veřejnost plakáty a oznámení rozhlasu

V době Protektorátu Čechy a Morava zřídila německá okupační správa v objektu pankrácké věznice německou policejní věznici gestapa Polizeigefängnis der Geheimen Staatspolizei a vyšetřovací věznici německého soudu Untersuchungshaftanstalt (v části objektu byla také protektorátní věznice s oficiálním názvem Věznice krajského soudu trestního Praha XIV). Ostrahu areálu zajišťovaly tři čety Waffen-SS. Odsouzení byli nacisty původně odváženi především do Drážďan a Berlína, kde byli gilotinou popraveni obvykle do tří měsíců od odsouzení. Avšak transporty odsouzených výkony rozsudků „zdržovaly a prodražovaly“, takže nacisté nezvládali vykonávat nápor trestů smrti udílených za stanného práva během heydrichiády. Proto bylo rozhodnuto o zavedení popravčího stroje v Praze na Pankráci. Samostatné popravní místo pro výkon trestu smrti stětím bylo v protektorátu oficiálně zřízeno výnosem říšského ministra spravedlnosti dr. Otto Georga Thieracka ze dne 15. dubna 1943 (již o deset dní dříve však proběhla první poprava v sekyrárně).
V březnu 1943 bylo v přízemí levého podélného traktu (křídlo A) objektu věznice zřízeno oddělení II/A, ve kterém byly ve 20 celách umisťovány osoby odsouzené nacistickými okupačními soudy k trestu smrti. Věznici řídil vládní rada Sauerbruch, který měl sídlo v pankráckém justičním paláci. Jeho podřízeným byl vrchní strážmistr Karl Sauer a další němečtí vězeňští dozorci. Pro celé oddělení byly zabrány cely č. 29-52. Čtyři cely sloužily pro hromadné ubytování a šestnáct pro samovazbu. Další místností byla kancelář dozorců. Cely č. 29–31 byly upraveny na pankráckou sekyrárnu.
Lidé byli k trestu smrti odsuzováni za delikty politické, hospodářské, za odbojovou činnost, ale i za činy kriminální povahy. Ovšem jak uvádí historik Petr Koura, v době zřízení pankrácké „sekyrárny“ bylo již možné udělit trest smrti prakticky
za cokoliv, neboť pod vymezení typu „projevy protiněmeckého smýšlení nebo poškozování blaha německého národa nejrůznějším chováním“ bylo možno zahrnout skutečně širokou škálu deliktů.
Popravy v sekyrárně vykonávali dva Němci a tři Češi. Popravčím byl kat Alois Weiss a jeho německým pomocníkem byl Otto Schweiger. Českými pomocníky byli Jan Kříž (později si změnil jméno na německé Johann Kreuz), bývalý rotmistr Antonín Nerad a Robert Týfa. Zatímco kat Weiss pobíral stálý plat, jeho pomocníci měli asistenci u poprav jako přivýdělek a dostávali za jednu popravu 300 korun.
Provoz sekyrárny byl zahájen dne 5. dubna 1943, kdy bylo popraveno prvních pět odsouzených. Posledních pět poprav bylo zaznamenáno dne 26. dubna 1945. V tomto období bylo podle záznamů kata Weisse gilotinou sťato 1075 osob (z toho 920 mužů a 155 žen), skutečný počet popravených v sekyrárně však byl nepochybně větší.
Zastavení poprav v sekyrárně přinesl teprve konec 2. světové války. V noci mezi 30. dubnem a 1. květnem byla gilotina nacisty rozebrána a její kusy vhozeny do Vltavy pod Karlovým mostem. Do popravčí místnosti pak Němci umístili 360 kilogramů výbušniny ekrazitu. Demolici se jim však nepodařilo provést a i gilotinu z řeky o dva měsíce později vylovili potápěči. Na základě výslechu německých dozorců totiž byla objevena u čtvrtého mostního pilíře a brzy vrácena na původní místo.
Němci z pankrácké věznice odešli po napjatém několikahodinovém vyjednávání 5. května 1945 odpoledne. V oddělení A/II byly osvobozeny 3 ženy a 52 mužů, které Němci již nestihli popravit. Několik stovek dalších vězňů bylo osvobozeno z ostatních prostor věznice (kriminální vězni z protektorátní věznice ovšem propuštěni nebyli). V okolí věznice se však ještě několik dní bojovalo v rámci pražského povstání.
Po osvobození od nacismu byli z pěti popravčích souzeni jen A. Nerad a R. Týfa, které Mimořádný lidový soud odsoudil k trestu smrti oběšením. Ostatní uprchli. Rovněž velitel celého oddělení vrchní strážmistr Karl Sauer byl po válce odsouzen k trestu smrti a na Pankráci popraven.

## Popis sekyrárny
Pankráckou sekyrárnu tvořila zasedací místnost, popravčí místnost a rakvárna. Všechny místnosti byly provedeny v kachlíčkovém obložení nemocničního stylu. Popravy gilotinou probíhaly výhradně v úterý a ve čtvrtek, přičemž vše probíhalo dle stejného řádu.

### Před popravou
V 8:30, po snídani, přijel na oddělení smrti II/A státní zástupce a přečetl dozorcům jména odsouzených, kteří měli být tohoto dne popraveni. Ty poté nechal vrchní dozorce Karl Sauer předvést spoutané před státního zástupce, který jim řekl následující zaběhnutou formuli: „Jménem Vůdce a říšského protektora se vaše žádost o milost zamítá a zároveň vám oznamuje, že rozsudek bude vykonán dnes po 16. hodině.“ Odsouzení byli poté odvedeni do přípravné cely, kde ještě směli napsat svůj poslední dopis, ačkoli již měli vpředu spoutané ruce.

### Zasedací místnost
Poté byli odsouzení ve spodním prádle, s rukama spoutanýma za zády, ženy s vlasy nad krkem vyčesanými či ostříhanými, předváděni do zasedací místnosti před pětičlennou komisi, ve které zasedali státní návladní nacistické justice, funkcionář NSDAP, velitel pankrácké vyšetřovací věznice gestapa, zapisovatel a lékař. Po předvedení byla státním zástupcem provedena osobní identifikace a oznámení odsouzeným o vykonání rozsudku. Poté přečetl jméno odsouzeného, který jej potvrdil svým ano. Poté se dostavil kat Alois Weiss, který jej se dvěma pomocníky odvedl do popravčí místnosti, která byla oddělena pouze černým závěsem.

### Popravčí místnost

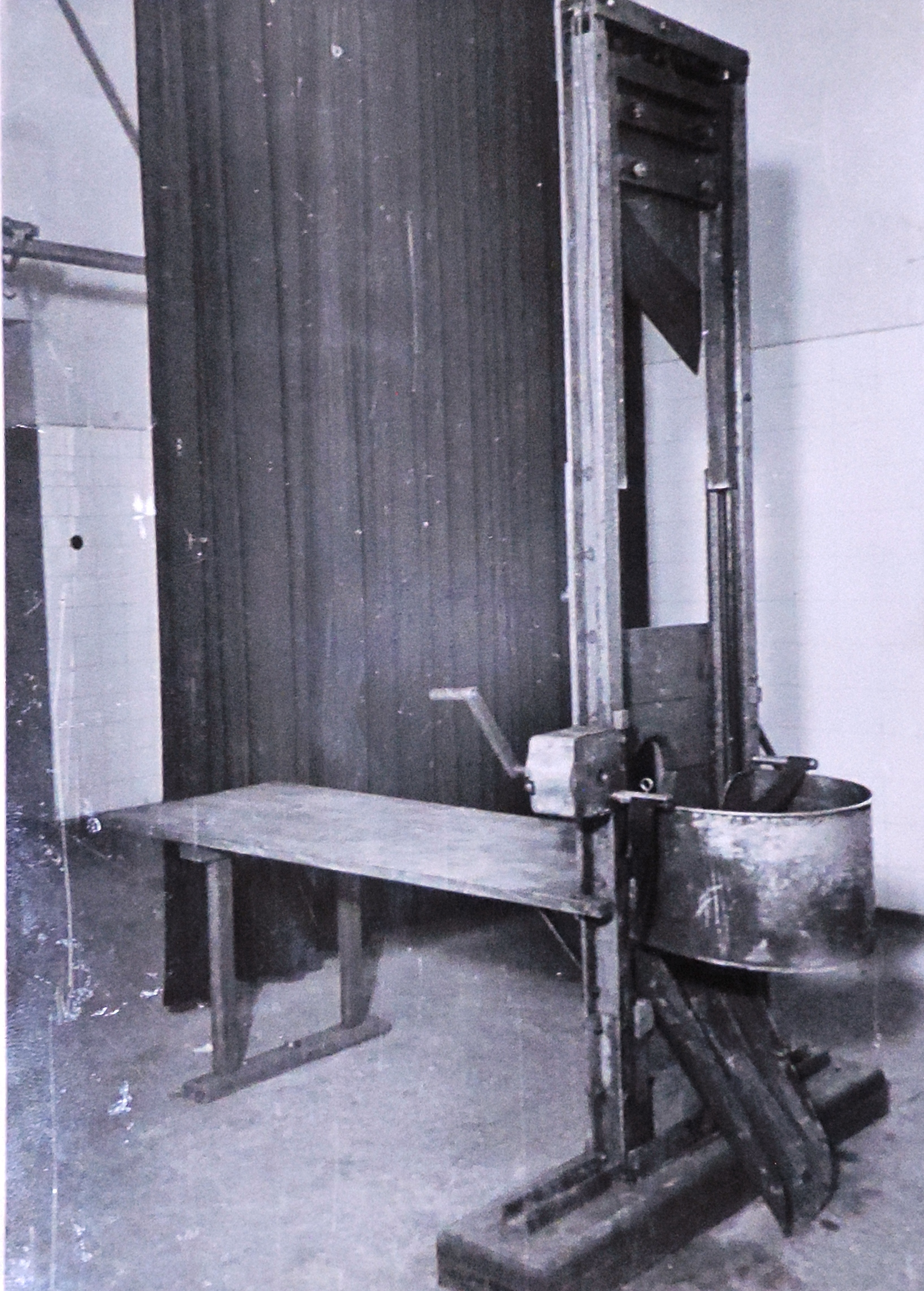
Gilotina na Pankráci v roce 1946

V popravčí místnosti se nacházela gilotina, sestavená z ocelových vodících lišt, vysokých 2,25 m, ve kterých se pohyboval nůž se šikmým ostřím, upevněný ve vodícím rámu o celkové hmotnosti cca 60 kilogramů. Odsouzenci byly zakryty oči a byl položen na břicho na dřevěnou lavici tak, aby se jeho krk nacházel ve výřezu pod ostřím sekery a čelo se opíralo o kožený řemen. Katovi pomocníci odsouzeného drželi, aby se nepohnul v okamžiku spuštění sekyry, zatímco kat Weiss stiskl páku, která sekyru gilotiny spustila. Odťatá hlava byla zachycena do plechového koše. Následně jeden z Weissových pomocníků rozvázal mrtvému pouta na rukou a zbavil jej spodního prádla. Tělo bylo poté odneseno do sousední místnosti rakvárny. Čepel gilotiny byla opláchnuta vodou, zvednuta a celý proces se mohl opakovat. Poprava trvala 1–2 minuty, přičemž odsouzený prakticky neměl možnost jakkoliv se bránit. Hluk ran padající sekyry gilotiny přitom mohli slyšet vězni na celé chodbě, což jim působilo trauma.
Za den takto bylo popraveno 5–6 lidí, avšak dne 4. srpna 1944 bylo takto popraveno 29 lidí, což lze vyčíst z knihy poprav, již Weiss velice pečlivě vedl a kam zapisoval jména popravených a přesné časy popravy. Mimo popravených gilotinou však existoval neznámý počet osob popravených oběšením na ocelové traverze s osmi háky, zavěšené na stropu vedle gilotiny. Zde se údajně popravovalo mimo dny určené k provozu gilotiny a popravy vedli příslušníci SS. Předpokládá se, že na traverze byli popravováni vojenští zběhové a věznění Židé.

### Rakvárna
V rakvárně byla těla popravených hvězdicovitě pokládána na betonovou podlahu kolem kanálku ve středu místnosti a čekalo se, dokud z nich neodtekla krev. V šedém betonu podlahy jsou dodnes patrné stopy vzniklé chemickou reakcí krve s podlahou. Poté byla těla uložena do rakví z nehoblovaných prken a okolo 17. hodiny nákladním vozem odvezena do strašnického krematoria, kde byla pod dohledem příslušníků gestapa zpopelněna a popel byl vysypán do jam u krematoria.

## Památník Pankrác

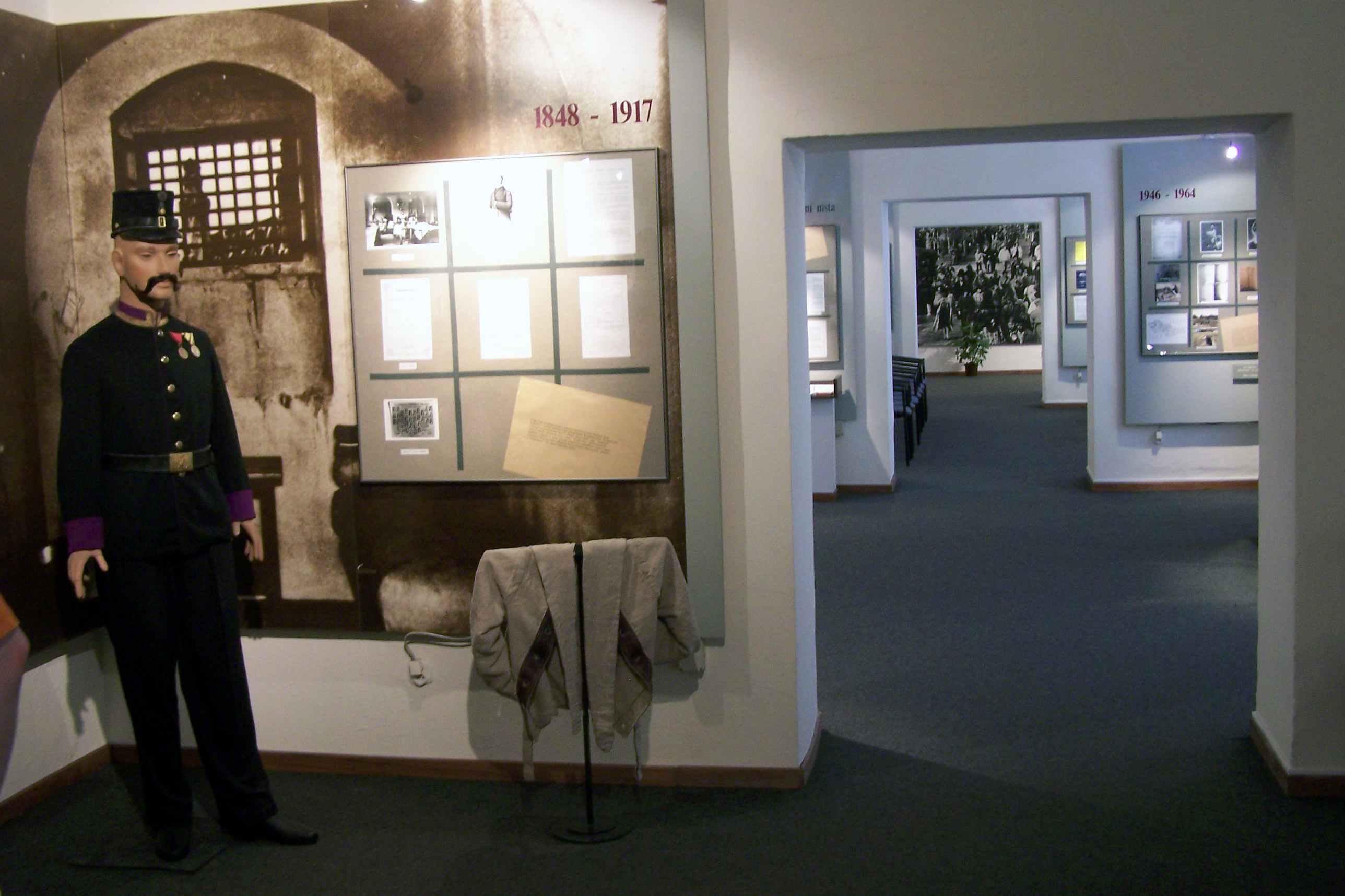
Expozice Památníku Pankrác se nachází v prostorách společných cel smrti

Pankrácká sekyrárna se stala součástí Památníku Pankrác otevřeného v roce 1965. Památník byl původně věnován obětem nacistů, ale opomíjel politické vězně popravené v Pankrácké věznici v éře komunismu. Tento nedostatek byl napraven po Sametové revoluci. V současnosti památník spravuje Kabinet dokumentace a historie Vězeňské služby ČR.
Stovky lidí tady odcházely z tohoto světa za okolností, které si asi nikdo z nás nedokáže představit. Jejich odkaz nesmí nikdy vyblednout. Byli to lidé, kteří dokázali ctít hodnoty, pro které obětovali hodnotu tak vysokou, jako byl vlastní život. I toto existuje a je součástí našich dějin.
ministr kultury Daniel Herman, počátek května 2016, 

## Pankrácká sekyrárna v kultuře

### Umělecké projevy vězňů
Jelikož vězni na celách smrti museli pracovat, například lepit pytlíky, měli k dispozici materiál k psaní motáků či různým uměleckým projevům. Například akademický malíř dr. Jaroslav Lebeda vytvořil cyklus kreseb s náboženskou tematikou. Básník Jindřich Vichra naopak v cele smrti psal poezii. Na cele číslo 41 dokonce od srpna 1943 vzniklo dvacet čísel vězeňského časopisu, který vězni zasílali pro obveselení na ženskou celu. Většinu čísel časopisu a řadu dalších písemností zachránil vězeň Karel Rameš, který v celách smrti sloužil jako chodbař.

### Odezvy v kultuře
O popravách v Pankrácké sekyrárně pojednává také, mimo jiné, český film Klíč z roku 1971 scenáristy a režiséra Vladimíra Čecha. Prostory sekyrárny byly použity pro natáčení televizního filmu Dušana Kleina I ve smrti sami z roku 2003.